# Emanuel Václav Krakowský z Kolowrat
Emanuel Václav hrabě Krakowský z Kolowrat (německy Emanuel Wenzel Graf von Kolowrat-Krakowsky, 26. prosince 1700 Praha – 14. června 1769) byl český šlechtic příslušník krakovské větve rodu Kolovratů a 51. český velkopřevor řádu Maltézských rytířů (1754–1769).

## Život
Narodil se 26. prosince 1700 v Praze jako sedmý syn a poslední z 10 potomků hraběte Maxmiliána Norberta Krakowského z Kolowrat (pokřtěn 14. června 1660 Praha - 25. březen 1721), který byl komořím, skutečným tajným radou, prezidentem vrchního apelačního soudu v Čechách (1700–1704), nejvyšším zemským komořím v Čechách (1704–1721), rytířem řádu Zlatého rouna a majitelem statků Týnec, Běšiny, Srbice, Dešenice, Janovice, Královský Hvozd, Petrovice, Dobrá Voda, Horní Krušec, a Hořejší Těšov. Jeho matkou byla Marie Barbora hraběnka Bruntálská z Vrbna (1666–1712).

## Studium a kariéra

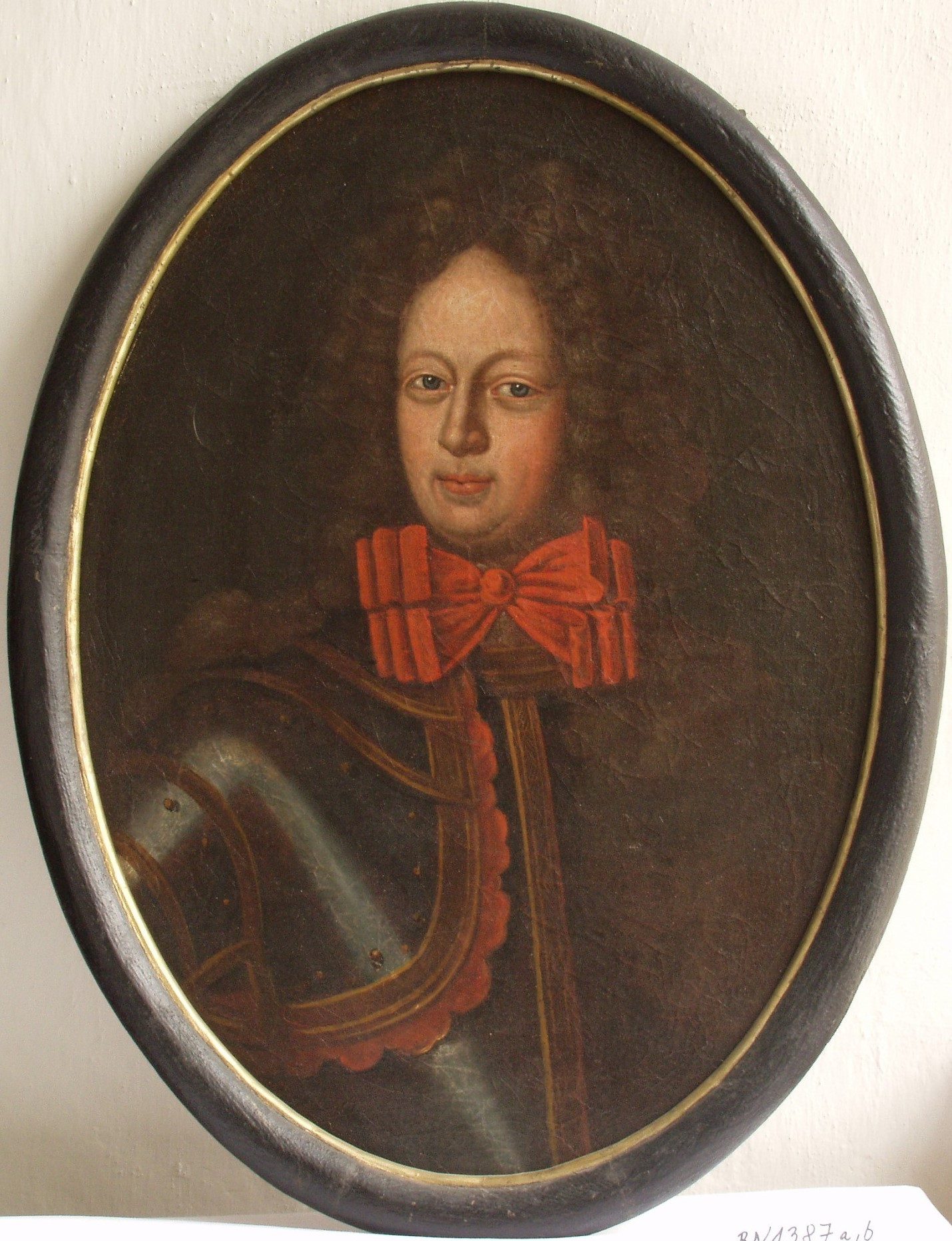
Emanuel Václav hrabě Krakowský z Kolowrat v mladém věku

Svými rodiči byl určen pro řád Maltézských rytířů již ve věku 3 let. Jeho studia byla zaměřena na státovědu a vojenství. Dostalo se mu také výjimečného jazykového vzdělání, hovořil německy, francouzsky, italsky a španělsky a dorozuměl se česky, polsky a rusky. V 17 letech vstoupil do řádu a v roce 1731 stal se komturem a 3. uživatelem rodové řádové komendy Corporia Christi (Těla Kristova) ve Vratislavi a v Losiowě, která byla v roce 1690 dědičně svěřena rodu Kolovratů (drželi ji až do jejího zrušení v roce 1839). V tzv. rodinných komendách, commenda iuris patronatus, mají přede všemi ostatními členy řádu výluční právo členové rodiny, pro niž byly zřízeny.
Pak pobýval několik let na Maltě. V roce 1738 byl jmenován viceadmirálem maltézského řádového loďstva a byl těžce raněn v bitvě s Turky. Emanuel Václav se musel stát oblíbencem velmistra řádu Fra Manuela Pinty de Fonseca (1741–1773), neboť jej velmistr povýšil do hodnosti velkého bailiva a přidělil mu uherské převorství. Když 5. července 1754 zemřel v řádovém paláci na Malé Straně v Praze český velkopřevor Václav Jáchym hrabě Čejka (Czeyka) z Olbramovic, jmenoval velmistr Pinto 3. října 1754 hraběte Kolovrata novým velkopřevorem s tím, že si smí ponechat kromě rodové vratislavské komendy také komendu Losiów. S tím nakonec vyjádřil svůj souhlas i nový vladař té části Slezska, pruský král Fridrich II. Veliký (1740–1786), ač měl s oběma komendami zpočátku zcela jiné úmysly a plány. Jako velkopřevor Čech, Moravy, Slezska, Polska a Rakouska vládl Emanuel Václav Kajetán vedle Strakonic ještě na statcích komendy Ad S. S. Corpus Christi ve Vratislavi a v Liosówě a byl i komturem ve Striegau a Crossen.
Nový český velkopřevor pak opustil Maltu a vrátil se do Čech, aby převzal správu velkopřevorství. Stal se také vyslance řádu u císařského dvora ve Vídni. Jedním z jeho prvních počinů bylo rozšíření kostela Pany Marie Bolestné na Podsrpu u Strakonic, postaveného jeho předchůdcem Čejkou. Poutě k Panně Marii Podsrpenské se tehdy staly velice oblíbenými a paradoxně oslabily návštěvnost jiného řádového poutního místa sv. Jana Křtitele nad Radomyšlí. Tato skutečnost měla dokonce i hospodářské důsledky pro obyvatele Radomyšle, kde nejprve zanikl dosud kvetoucí cech perníkářský a záhy poté i cech plátenický a soukenický. Na druhé straně však mohl díky velkopřevorově munificenci farář v Radomyšli Fra Mathias Mindlent (1762–1768) opravit zpustlou faru a hospodářské zázemí. Na řádových panstvích také zahájil emfyteutický (podle práva dědičného pachtu) prodej dominikálních (panských) pozemků, které se vrchnostenskému hospodaření již nevyplácely, zejména pro berní zatížení.
V roce 1768 byla dokončena přestavba starších renesančních domů na barokní zámek ve Varvažově (14 km severně od Písku), a to na velkopřevorův příkaz, aby pak nové sídlo sloužilo jako residence velkopřevorů a členů řádu. Tomuto účelu sloužil varvažovský zámek až do roku 1847, kdy jej koupil Karel II. kníže ze Schwarzenbergu z orlické sekundogenitury a připojil jej k Čimelicím.
Jako důstojník se zúčastnil řady bitev – u Malvic (10. dubna 1741), u Chotusic (17. května 1742) a u Hohenfriedbergu (7. června1745) a pak i dalších bitev v průběhu Sedmileté války. Vyznamenal se zejména ve slavné bitvě u Kolína nad Labem (18. června 1757), kde pruský král Friedrich II. Veliký utrpěl svou první vojenskou porážku. Velkopřevorovo jméno je uvedeno na pomníku bitvu u Křečhoře u Kolína a nejspíše to byl on, kdo dal postavit i Boží muka nedaleko Lošan u silnice do Kolína. Jde o 7 metrů vysoký masivní sloup z cihel a kamene, jímž chtěl poděkovat Bohu za přežití.
Velkopřevor hrabě Krakovský z Kolovrat byl pohřben do hrobky v řádovém kostele sv. Prokopa na Strakonickém hradě.

## Vyznamenání
- Velkokříž maltézského řádu
- portugalský Řád Kristův